# Waterhole
Waterhole es una localidad de Trinidad y Tobago, que forma parte de la región de Diego Martín.

## Toponimia
La localidad también es conocida por la variante gráfica de Water Hole.

## Geografía
La localidad abarca parte de la isla Trinidad y limita al norte con Simeon Road, al sur con Cocorite (localidad perteneciente a la ciudad de Puerto España), al este con Fort George y al oeste con Alyce Glen, Four Roads y Powder Magazine.

## Demografía
Datos demográficos de la localidad de Waterhole:
| Gráfica de evolución demográfica de Waterhole entre 2000 y 2011 |
|                                                                 |